# Grand Mound (Iowa)
Grand Mound – miasto w Stanach Zjednoczonych, w stanie Iowa, w hrabstwie Clinton. Liczy 676 mieszkańców (dane ze spisu 2002). Znajduje się w nim prawdopodobnie pierwszy na świecie pomnik ofiar Kościoła katolickiego, upamiętniający ofiary księży pedofili.